# Emil Gabriel Warburg
Emil Gabriel Warburg (9 març 1846, Altona, Hamburg, Confederació Germànica - 28 juny 1931, Gut Grunau, Baviera, República de Weimar) fou un físic alemany, pare del bioquímic i metge Otto Heinrich Warburg (1883-1970) guanyador del premi Nobel de Medicina o Fisiologia el 1931.

## Vida
Warburg estudià química i física a la Universitat de Heidelberg amb Robert Bunsen (1811-1899) Hermann von Helmholtz (1821-1894) i Gustav Kirchhoff (1824-1887), i física a la Universitat de Berlín amb Gustav Magnus (1802-1870) i August Kundt (1839-1894). El 1867 es doctorà sota la direcció de Magnus i el 1870 esdevingué professor (Privatdozent) de la Universitat de Berlín. Dos anys després passà a la Universitat d'Estrasburg com a professor extraordinari. El 1876 fou nomenat professor de física de la Universitat de Friburg. El 1895 es traslladà a la Universitat de Berlín succeint August Kundt. Fou nomenat president del Physikalisch-Technische Reichsanstalt el 1905. Es retirà el 1922.

## Obra
Col·laborà amb Kundt, que era professor ordinari a Estrasburg, i publicaren importants articles, com ara un sobre la fricció i conducció de la calor en gasos diluïts, i sobre la calor específica del mercuri. A la Universitat de Friburg hi descobrí i explicà el fenomen de la histèresi als materials ferromagnètics. A Berlín estudià el fenomen de la conducció elèctrica, la radiació, les reaccions fotoquímiques i fou el primer a explicar l'efecte Stark el 1913 aplicant el model atòmic de Niels Bohr.